# Tlatluikanci
Tlatluikanci (Tlatluicans), jedno od sedam plemena Nahuatlaca koje je peto po redu, nakon Culhua (ili guravog naroda) pristigao u Dolinu Meksika. kako je dolina već bila zauzeta plemenima koja su se prethodno naselila, poimence Xochimilca, Chalca, Tepaneca i Culhua, oni se nastaniše na suprotnoj strani Sierre, te ih prozvaše imenom koje znači  'ljudi sa Sierre'  ili  'ljudi s planine' .